# Бодрый (миноносец)
«Бо́дрый» — эскадренный миноносец типа «Буйный», принявший участие в Цусимском сражении.

## Строительство
В 1901 году миноносец «Бодрый» был зачислен в списки судов Балтийского флота и заложен на судоверфи Невского судостроительного и механического завода в Санкт-Петербурге под наименованием «Пескарь». 9 марта 1902 переименован в «Бодрый». Спущен на воду 4 мая 1902 года, вступил в строй 19 сентября 1902 года. После вступления в строй отправился на Дальний Восток с отрядом А. А. Вирениуса, однако с началом Русско-японской войны вернулся в Россию.

## Служба
29 августа 1904 года под командованием капитана 2-го ранга П. В. Иванова в составе Второй Тихоокеанской эскадры вновь покинул Кронштадт и отправился на Дальний Восток России.
Во время Цусимского сражения 14 мая 1905 года «Бодрый» входил в состав 2-го отделения миноносцев и держался на левом, нестреляющем борту русских броненосцев, находясь в распоряжении контр-адмирала О. А. Энквиста. Утром 15 мая «Бодрый» взял на борт команду с гибнущего миноносца «Блестящий». Было принято решение уйти в Шанхай, где принять уголь и попытаться самостоятельно прорваться во Владивосток. Но на следующий день миноносец попал в жестокий шторм, а в ночь на 17 мая уголь на корабле подошел к концу. Из тентов пришлось соорудить самодельные паруса. Вскоре терпящий бедствие «Бодрый» был замечен с английского парохода «Квейлин» (англ. «Quelin»), который на буксире привёл русский корабль в Шанхай. Там миноносец разоружился до окончания военных действий.

### Служба в составе Сибирской флотилии
6 ноября 1905 года «Бодрый» был включён в состав Сибирской флотилии. В 1907 году прошёл капитальный ремонт корпуса и механизмов во Владивостокском порту с заменой листов палубного настила и трубок в котлах и перевооружением. 12 декабря 1917 года вошел в состав Красной Сибирской флотилии, затем был захвачен японскими войсками.
После освобождения Владивостока от интервентов в строй не вводился. 21 ноября 1925 года исключён из списков судов РККФ и сдан на слом.

## Командиры
- Курош, Николай Парфёнович
- 20.11.1914 — 24.03.1915 — Лейтенант Е. П. Винокуров 2-й

### Чины миноносца
- Яцук Николай Александрович — с апреля 1904 по декабрь 1905 года — судовой инженер-механик